# Liebfrauenkirche (Duisburg-Bruckhausen)

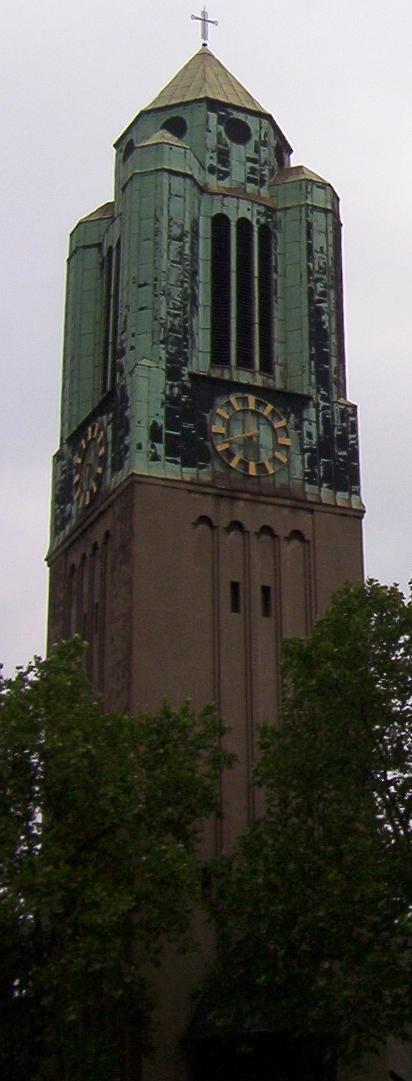
Kirchturm

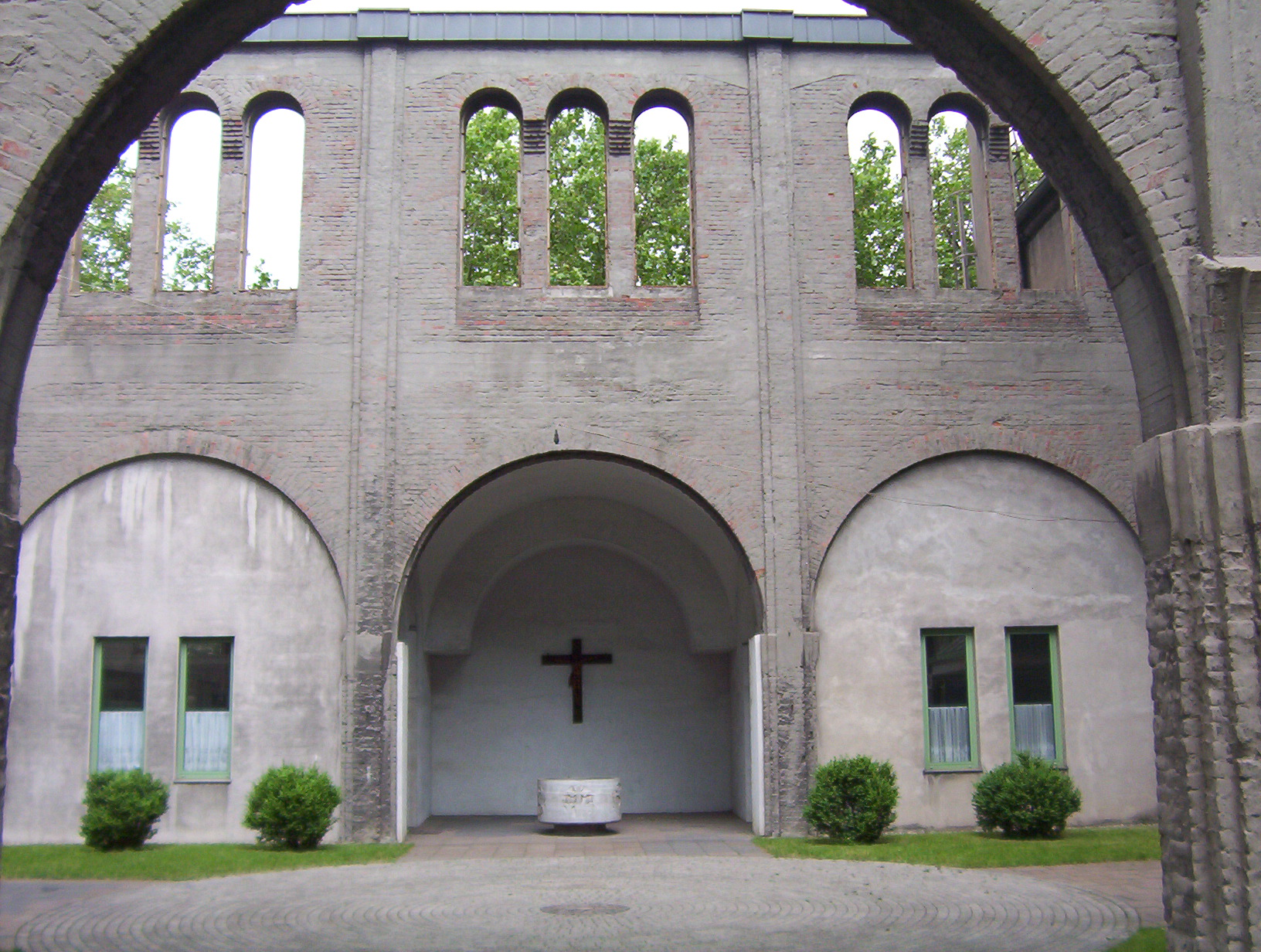
Ausgehöhlter Mittelteil des Kirchenschiffs

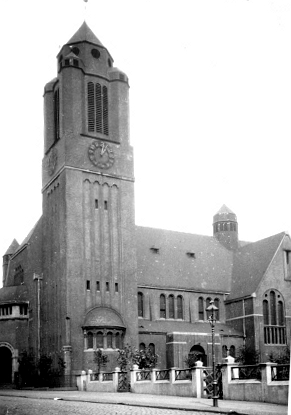
Liebfrauenkirche 1915

Die Liebfrauenkirche ist ein Kirchengebäude mit einem denkmalgeschützten Turm in Bruckhausen, einem Duisburger Stadtteil im Stadtbezirk Meiderich/Beeck der kreisfreien Stadt Duisburg in Nordrhein-Westfalen.

## Geschichte und Architektur

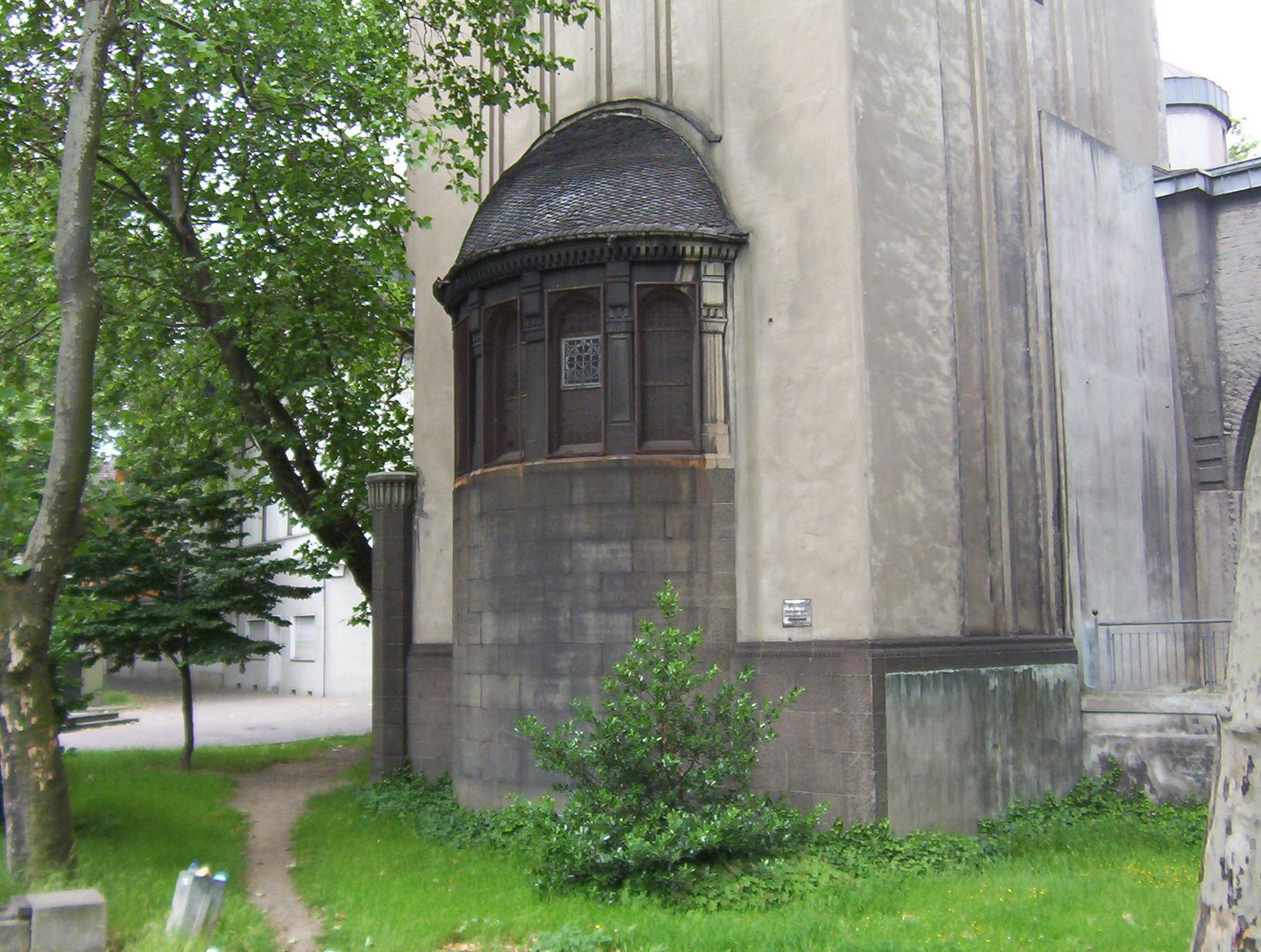
Apsis am seitlichen Kirchturm

Die Vorgängerin der Liebfrauenkirche war eine 50 m lange und 19 m breite Notkirche, die am 11. August 1901 eingeweiht wurde. Sie befand sich auf dem damaligen Kettler-Grundstück neben der heutigen Liebfrauenkirche. Heute befindet sich auf diesem Grundstück die Franz-Grave-Halle (vormals Kettlerhaus).
Der Bau der Liebfrauenkirche begann am 28. September 1913. Am 12. Dezember 1915 wurde die neue Kirche eingeweiht. Die Entwürfe stammen vom Architekten Aloys Böll (1878–1951), eines Onkels des Schriftstellers Heinrich Böll.
Mit mehr als 1000 Sitz- und 1000 Stehplätzen gehörte die Liebfrauenkirche zu den größten Kirchen im Duisburger Raum.
Die Ausstattung des Kircheninneren war besonders geprägt durch aufwändig gestaltete Fresken und eine Mariendarstellung über dem Altar. Die Gottesmutter, die auch oft „Unsere Liebe Frau“ genannt wird, ist Namensgeberin der Liebfrauenkirche.
Nach der starken Zerstörung im Zweiten Weltkrieg wurde die Kirche von 1945 bis 1951 wieder aufgebaut, allerdings wurden die Fresken nicht rekonstruiert. Am 6. November 1964 erhielt die Kirche fünf neue Glocken mit den Namen Maria (2100 kg), St. Johannes (1200 kg), St. Petrus (820 kg), St. Nikolaus (550 kg) und Hl. Schutzengel (450 kg).
Die Einwohnerzahl von Bruckhausen sank in den 1970er Jahren rapide und damit auch die Zahl der katholischen Gläubigen. Da eine notwendige umfassende Renovierung und Restaurierung des Kirchenbaus sich finanziell als nicht tragbar erwies, wurde die Bausubstanz erheblich verkleinert. Anfang 1988 wurde das Kirchenschiff abgerissen, von dem nur die Grundmauern bestehen blieben. Außerdem blieb der denkmalgeschützte Glockenturm erhalten. Er beherbergt im unteren Bereich ein Gemeindezentrum. Der ursprüngliche Altarraum ersetzte von nun an das gesamte ehemalige Kircheninnere und wurde sowohl von Katholiken als auch von russisch-orthodoxen Christen für Gottesdienste genutzt.
Vom 6. Mai 2006 bis zu ihrem Umzug in die Kirche St. Norbert in Duisburg-Obermarxloh am 10. November 2019 feierte die Russisch-Orthodoxe Kirchengemeinde zu Duisburg Gottesdienste in der Liebfrauenkirche.

## Denkmal
Der Turm der Liebfrauenkirche wurde am 14. Mai 1987 als einzig erhaltener Teil der ursprünglich denkmalgeschützten Liebfrauenkirche unter Nr. 115 in der Liste der Baudenkmäler in Duisburg-Meiderich/Beeck eingetragen.